# Тоэска, Пьетро
Пьетро Тоэска (итал. Pietro Toesca; 1877—1962, Рим) — итальянский историк итальянского искусства, искусствовед, профессор. Член Академии деи Линчеи (1946).
В 1900—1904 годах учился в Риме у Адольфо Вентури.
В 1905—1906 гг. читал лекции в Милане.
В 1907-14 годах профессор университете в Турине, в 1914-26 гг. — во Флоренции, затем до 1948 года — в Риме.
До 1936 года специализировался на средневековом искусстве, затем расширил область своих интересов на искусство эпохи Возрождения и современное искусство.
Член-корреспондент Британской академии (1952).
Его самый известный ученик — Роберто Лонги, написавший под его началом диссертацию.